# Lijst van rijksmonumenten aan de Lindengracht
Een overzicht van de 21 rijksmonumenten aan de Lindengracht in Amsterdam.
| Object | Oorspronkelijke functie? | Bouwjaar                                       | Architect        | Locatie              | Coördinaten?                  | Nr.?   | Afbeelding |
| --- | ------------------------ | ---------------------------------------------- | ---------------- | -------------------- | ----------------------------- | ------ | --- |
| Huis met latere gevel onder klokvormige top met rollagen                                                                 | Gebouw                   | 17e eeuw (kern) 19e eeuw                       |                  | Lindengracht 3       | 52° 22' 50" NB, 4° 53' 16" OL | 3538   | Meer afbeeldingen |
| Pand met klokgevel | Gebouw                   | 18e eeuw                                       |                  | Lindengracht 13      | 52° 22' 50" NB, 4° 53' 14" OL | 3539   | Meer afbeeldingen |
| Pand met halsgevel | Gebouw                   | eerste kwart 18e eeuw                          |                  | Lindengracht 17      | 52° 22' 50" NB, 4° 53' 14" OL | 3540   | Meer afbeeldingen |
| Huis met latere gevel onder klokvormige top met rollagen en afsluitende lijst                                            | Werk-woonhuis            | 17e/19e eeuw                                   |                  | Lindengracht 27      | 52° 22' 49" NB, 4° 53' 13" OL | 3541   | Meer afbeeldingen |
| Pand met halsgevel | Gebouw                   | eerste of tweede kwart 18e eeuw                |                  | Lindengracht 45      | 52° 22' 49" NB, 4° 53' 12" OL | 3542   | Meer afbeeldingen |
| Pand met gevel onder rechte lijst met consoles, waarboven een dakvoorschot                                               | Gebouw                   | mogelijk 18e eeuw (pand) 19e eeuw (dakschavot) |                  | Lindengracht 47      | 52° 22' 49" NB, 4° 53' 11" OL | 3543   | Meer afbeeldingen |
| Pand met gevel onder uit- en ingezwenkte top met rollagen en afsluitende lijst                                           | Woonhuis                 | 18e/19e eeuw                                   |                  | Lindengracht 49      | 52° 22' 49" NB, 4° 53' 11" OL | 3544   | Meer afbeeldingen |
| Thans kaploos huis | Gebouw                   | 18e/19e eeuw                                   |                  | Lindengracht 51      | 52° 22' 49" NB, 4° 53' 11" OL | 3545   | Meer afbeeldingen |
| Pand met gevel met gevelsteen en jaartallint, top                                                                        | Gebouw                   | 1687                                           |                  | Lindengracht 53      | 52° 22' 49" NB, 4° 53' 11" OL | 3546   | Meer afbeeldingen |
| Pand met halsgevel | Gebouw                   | 1740                                           |                  | Lindengracht 69      | 52° 22' 49" NB, 4° 53' 8" OL  | 3547   | Meer afbeeldingen |
| Huis met latere gevel onder klokvormige top met rollagen                                                                 | Gebouw                   | 17e/19e eeuw                                   |                  | Lindengracht 105     | 52° 22' 48" NB, 4° 53' 3" OL  | 3548   | Meer afbeeldingen |
| Suykerhofje | Gebouw                   | 1678                                           |                  | Lindengracht 149     | 52° 22' 47" NB, 4° 52' 60" OL | 3549   | Suykerhofje |
| Pakhuis met puntgevel | Woonhuis                 | 17e eeuw                                       |                  | Lindengracht 241     | 52° 22' 46" NB, 4° 52' 51" OL | 3550   | Meer afbeeldingen |
| Huis, herhaaldelijk verbouwd huis, waarvan de bovengevel door een rechte lijst en dakvoorschot wordt afgesloten          | Gebouw                   | misschien 17e eeuw (kern) 18e eeuw             |                  | Lindengracht 2       | 52° 22' 51" NB, 4° 53' 14" OL | 3551   | Meer afbeeldingen |
| Pand met klokgevel | Gebouw                   | 18e/19e eeuw                                   |                  | Lindengracht 12      | 52° 22' 50" NB, 4° 53' 13" OL | 3552   | Meer afbeeldingen |
| Huis, vanwege de gevelsteen, het jaartallint en de zandstenen onderdelen van de klokvormige top (1689                    | Gebouw                   | 1689                                           |                  | Lindengracht 86      | 52° 22' 50" NB, 4° 53' 9" OL  | 3553   | Meer afbeeldingen |
| Huis met gevel die wordt afgesloten door een rechte lijst met consoles en een dakvoorschot                               | Woonhuis                 | 17e/18e/19e eeuw                               |                  | Lindengracht 136     | 52° 22' 49" NB, 4° 53' 6" OL  | 3554   | Meer afbeeldingen |
| Huis met gevel waarvan de top geheel verminkt is                                                                         | Gebouw                   | 1757                                           |                  | Lindengracht 148     | 52° 22' 49" NB, 4° 53' 5" OL  | 3555   | Meer afbeeldingen |
| Pand met 18e-eeuwse gevel, afgesloten door een 19e-eeuwse rechte lijst                                                   | Gebouw                   | 18e/19e eeuw                                   |                  | Lindengracht 156     | 52° 22' 49" NB, 4° 53' 4" OL  | 3556   | Meer afbeeldingen |
| Woningen/pakhuizen van de Bouwonderneming Jordaan NV. Tevens Goudsbloemstraat 125-139                                    | Gebouw                   | 1896                                           | J.E. van der Pek | Lindengracht 206-220 | 52° 22' 49" NB, 4° 52' 60" OL | 518316 | Meer afbeeldingen |
| Huis waarvan de gevel wordt bekroond door een gebeeldhouwde zandstenen lijst, van elders afkomstig (Van Houtenmonument). | Gebouw                   | 18e/19e eeuw                                   |                  | Lindengracht 276     | 52° 22' 48" NB, 4° 52' 55" OL | 3557   | Huis waarvan de gevel wordt bekroond door een gebeeldhouwde zandstenen lijst, van elders afkomstig (Van Houtenmonument). |